# Sphenomorphus wolfi
Sphenomorphus wolfi este o specie de șopârle din genul Sphenomorphus, familia Scincidae, descrisă de Sternfeld 1918. Conform Catalogue of Life specia Sphenomorphus wolfi nu are subspecii cunoscute.